# Albert Tustes
Albert Tustes, né le 13 août 1888 à Alger où il est mort en 1943, est un poète algérianiste français du XXe siècle, cofondateur de la Revue méditerranéenne.

## Biographie
Albert Paul Tustes, né le 13 août 1888 à Alger, est le fils de Jean Marie Tustes (1857-1917), boucher et de Bertomeva Estallric (née en 1849 à Benitachell en Espagne).
Déjà au Lycée Ben-Aknoun à Alger, il commence sa carrière littéraire qui aboutira à son premier recueil de poèmes, Les Clameurs, résultat de 10 ans de travail de 1903 à 1913. Ce recueil couronné par l’Académie Française, marque le début de sa reconnaissance dans le monde littéraire. Il participe à la publication de la première Anthologie algérienne de vers avec Léo Loups, Edmond Gojon et Raoul Génella, un projet qui rassemble la jeunesse poétique de l’Afrique du Nord,.
En 1905, Albert Tustes fonde la Revue Méditerranéenne avec Louis Lecoq et Pierre Benoit. Cette revue, initialement publiée à Alger puis à Tunis, joue un rôle central dans la promotion de la littérature méditerranéenne et nord-africaine.
Alors qu'il est étudiant en droit, il est incorporé pour faire son service militaire en octobre 1909 au 2e Régiment de zouaves et passe à la 19e section de secrétaires d'état major et de recrutement en novembre de la même année. Libéré de ses engagements en octobre 1911, il se marie à Mazamet avec Louise Julia Henriette Rives (1889-1976) le 4 juin 1912. 
Pendant la Première Guerre mondiale, mobilisé en août 1914, il passe à la 19e section d'infirmiers militaires en novembre et embarque à Alger pour rejoindre le Corps expéditionnaire d'Orient en novembre 1915 où il est affecté à la 15e section d'infirmiers militaires. Il passe au 1e groupe d'artillerie de campagne d'Afrique en décembre 1916. Malade, il est réformé en juillet 1917 et renvoyé dans ses foyers. Il est décoré des médailles d'Orient et des Dardanelles, de la médaille de Serbie et de la médaille de la Victoire.
Les Sirénéennes, un recueil de poèmes qui a obtenu le premier prix Artigues décerné par l'Académie française en 1929, est salué par de nombreuses personnalités littéraires, dont Paul Valéry, qui a décrit Albert Tustes comme le « profond et opulent poète de la Méditerranée ». André Chevrillon de l’Académie Française loue également la splendeur de ses vers, évoquant les rythmes et la lumière de la Méditerranée.
En plus de ses recueils de poèmes, il écrit des chroniques littéraires pour divers journaux et revues en Afrique du Nord et en France métropolitaine, notamment la revue hebdomadaire Annales africaines de 1907 à 1934,. La revue Séduction publie ses poèmes sous le pseudonyme Albert Tustes d'Estelric.
En 1936, il présente sa candidature au fauteuil laissé vacant par le poète Henri de Régnier, les académiciens élisent Jacques de Lacretelle.
Albert Tustes meurt en 1943 à Alger.

## Œuvres principales
- Les Clameurs, 1913[12]
- Les Sirénéennes, 1928[13]
- Estavelle du cœur, 1930
- Les Chevaleresques, 1935

## Distinctions
- Médaille commémorative d'Orient
- Médaille commémorative des Dardanelles
- Médaille commémorative de Serbie
- Médaille interalliée de la Victoire[6]
- 1914 : Académie française - Prix Jules-Davaine pour Les Clameurs[14]
- 1927 : Grand prix littéraire de l'Algérie pour Plaisir des dieux[15]
- 1929 : Académie française - Prix Artigue pour Les Sirénéennes
- 1934 : Académie française - Prix Caroline Jouffroy-Renault pour L’Estavelle du cœur
- 1935 : Académie française - Prix Paul-Labbé-Vauquelin pour Les Chevaleresques[16]
- Chevalier de l'ordre du Mérite agricole, décret du 5 février 1938[17]